# Gastón Álvarez
Pedro Gastón Álvarez Sosa (Melo, 24 marzo 2000) è un calciatore uruguaiano, difensore dell'Al-Qadisiya.

## Caratteristiche tecniche
È un difensore centrale.

## Carriera

### Club
Cresciuto nel settore giovanile del Defensor Sporting, ha esordito in prima squadra il 31 marzo 2019 disputando l'incontro di campionato perso 4-2 contro il Racing Montevideo. Il 7 aprile 2021 viene ceduto al Boston River. Il 28 gennaio 2022 viene acquistato dal Getafe con la formula del prestito. Nel 2024 si trasferisce in Arabia Saudita all'Al-Qadisiya.

### Nazionale
Ha giocato nelle nazionali giovanili uruguaiane.